# Mira W.
Mira Widjaja (Wong) (ur. 13 września 1951 w Dżakarcie) – indonezyjska pisarka pochodzenia chińskiego.

## Życiorys
Urodziła się w Dżakarcie 13 września 1951 r. jako ostatnia z piątki dzieci. Jej ojcem był producent filmowy Othniel Widjaja. Pisać zaczęła w szkole podstawowej. Ukończyła studia lekarskie na Universitas Trisakti, następnie zaczęła wykładać medycynę na Uniwersytecie Moestopo w Dżakarcie.
W 1975 r. jej opowiadanie „Benteng Kasih” zostało opublikowane na łamach czasopisma „Femina”. W 2015 r. jej dorobek obejmował 82 dzieł literackich (w tym 75 powieści). Znaczna część jej dorobku pisarskiego doczekała się adaptacji filmowych.
Jej najbardziej udana książka, zatytułowana Di Sini Cinta Pertama Kali Bersemi, została wydana w 1980 r. Pisarka miała stać się źródłem inspiracji dla Clary Ng, kolejnej indonezyjskiej autorki pochodzenia chińskiego.